# Thierry Deroin
Thierry Deroin (* 7. Januar 1960 in Juvisy-sur-Orge, Département Essonne) ist ein französischer Botaniker. Sein botanisches Autorenkürzel lautet „Deroin“.

## Leben
Deroin wurde 1988 mit der Dissertation Aspects anatomiques et biologiques de la fleur des Annonacées unter der Leitung von Annick Le Thomas an der Wissenschaftlichen Fakultät Orsay der Universität Paris-Süd zum Doktor promoviert.
Er ist Dozent am Institut de Systématique, Évolution, Biodiversité des Muséum national d’histoire naturelle. Ferner leitet er das Team Morphologische Anatomie und Entwicklung von Pflanzen und er ist Konservator am Herbier National de Paris.
Deroin sammelte ausgiebig in Madagaskar, darunter in Marojejy, bei Sambava, bei Antsalova, Ampandra und Bemaraha. Weitere Exkursionen führte er in Frankreich, Laos, in der Elfenbeinküste und in Französisch-Guayana durch.
Deroins Forschungsschwerpunkte gelten den Windengewächsen (Convolvulaceae) und den Annonengewächsen (Annonaceae), von denen er bislang (International Plant Names Index, Stand: 2022) 27 Arten beschrieben hat. Er arbeitete u. a. mit Frederic Jean Badré, Laurent Gautier, Jean-Noël Labat, Michel Omer Laivao, Annick Le Thomas, Quentin Luke, Harison Rabarison und France Rakotondrainibe zusammen.
Deroin ist Chefredakteur der Zeitschrift Adansonia, dem botanischen Fachjournal des Muséum national d’histoire naturelle.

## Dedikationsnamen
Nach Thierry Deroin sind die Arten Ipomoea deroinii J.R.I.Wood & Scotland (heute ein Synonym für Argyreia androyensis Deroin) und Tapeinosperma deroinii M.Schmid von der Insel Neukaledonien benannt.

## Schriften
- Jérôme Munzinger, Thierry Deroin: Flore de Madagascar et des Comores. Famille 133 bis Diegodendraceae, par J. Munzinger. Famille 171 Convolvulaceae, par T. Deroin. Muséum national d'histoire naturelle, Laboratoire de phanérogamie, Paris 2001, ISBN 2-85654-212-3.
- Emmanuel Côtez, Anne Mabille, Chloë Chester, Emmanuelle Rocklin, Thierry Deroin: 1802–2018 : 220 ans d'histoire des périodiques au Muséum. In: Anthropozoologica. Band 53, Nr. 1, Januar 2018, ISSN 0761-3032, S. 1–40, doi:10.5252/anthropozoologica2018v53a1 (bioone.org [abgerufen am 26. Januar 2022]).